# Nagroda Literacka im. Witolda Gombrowicza
Nagroda Literacka im. Witolda Gombrowicza (Nagroda Gombrowicza) – polska nagroda literacka ustanowiona przez Radę Miejską w Radomiu, przyznawana za debiut, rozumiany jako pierwsza albo druga książka autora napisana prozą artystyczną (w języku polskim). Regulamin Nagrody nie wprowadza żadnych innych ograniczeń: jej laureatem może zostać każdy autor pierwszej albo drugiej książki napisanej prozą artystyczną, bez względu na wiek i wcześniejszy dorobek nieprozatorski. Nagroda w wysokości 40 tysięcy złotych jest przyznawana przez prezydenta Radomia od 2016 roku. Od szóstej edycji kapituła wskazuje także spośród nominowanych osobę, która spędzi miesiąc w ramach rezydencji literackiej w Vence na południu Francji - w tej miejscowości Witolda Gombrowicz spędził ostatnie lata życia.   
Organizatorami Nagrody są Prezydent Radomia i Muzeum Witolda Gombrowicza (oddział Muzeum Literatury im. Adama Mickiewicza).
Honorową patronką Nagrody Gombrowicza jest Rita Gombrowicz, wdowa po pisarzu.
Mecenasami są Jarosław Krzyżanowski i Zakłady Automatyki Kombud S.A. Partnerem głównym jest Unidevelopment S.A. Konkurs wspiera też Samorząd Województwa Mazowieckiego.  
Nagrodzie towarzyszy festiwal „Opętani Literaturą”, który odbywa się we Wsoli i w Radomiu.

## Laureaci

### 2016
nominacje:
- Maciej Hen, Solfatara (powieść), Wydawnictwo W.A.B.[3]
- Agnieszka Kłos, Gry w Birkenau (zbiór opowiadań), Fundacja im. Tymoteusza Karpowicza
- Weronika Murek, Uprawa roślin południowych metodą Miczurina (zbiór opowiadań), Wydawnictwo Czarne[3]
- Maciej Płaza, Skoruń (powieść), Wydawnictwo W.A.B.
- Tomasz Wiśniewski, O pochodzeniu łajdaków, czyli opowieści z metra, Wydawnictwo Lokator

nagroda:
- Maciej Hen
- Weronika Murek

### 2017
nominacje:
- Anna Cieplak, Ma być czysto, Krytyka Polityczna
- Salcia Hałas, Pieczeń dla Amfy, Wydawnictwo Muza
- Natalia Fiedorczuk-Cieślak, Jak pokochać centra handlowe, Wydawnictwo Wielka Litera
- Aleksander Wenglasz, Zdjęcie inaczej zabić, Fundacja im. Tymoteusza Karpowicza
- Aleksandra Zielińska, Bura i szał, Wydawnictwo W.A.B.

nagroda:
- Anna Cieplak

### 2018
nominacje:
- Grzegorz Bogdał, Floryda, Wydawnictwo Czarne
- Aleksandra Lipczak, Ludzie z Placu Słońca, Wydawnictwo Dowody na Istnienie
- Adam Robiński, Hajstry. Krajobraz bocznych dróg, Wydawnictwo Czarne
- Paweł Sołtys, Mikrotyki, Wydawnictwo Czarne
- Marcin Wicha, Rzeczy, których nie wyrzuciłem, Wydawnictwo Karakter

nagroda:
- Marcin Wicha

### 2019
nominacje:
- Olga Hund, Psy ras drobnych, Wydawnictwo Ha!art
- Katarzyna Pochmara-Balcer, Lekcje kwitnienia, Wydawnictwo Nisza
- Jakub Tabaczek, Czytajcie, co jest Wam czytane, Wydawnictwo Mamiko
- Anna Wiśniewska-Grabarczyk, Porzeczkowy Josef, Wydawnictwo ANAGRAM
- Łukasz Zawada, Fragmenty dziennika SI, Wydawnictwo Nisza

nagroda:
- Olga Hund

### 2020
nominacje:
- Joanna Gierak-Onoszko, 27 śmierci Toby'ego Obeda, Wydawnictwo Dowody na Istnienie
- Dorota Kotas, Pustostany, Wydawnictwo Niebieska Studnia
- Barbara Sadurska, Mapa, Wydawnictwo Nisza
- Natalka Suszczyńska, Dropie, Wydawnictwo Ha!art
- Urszula Zajączkowska, Patyki, badyle, Wydawnictwo Marginesy

nagroda: 
- Barbara Sadurska

### 2021
nominacje:
- Maciej Bobula, Szalejów, Wydawnictwo j
- Dominika Horodecka, Wdech i wydech, Wydawnictwo Warstwy
- Jolanta Jonaszko, Portrety, Wydawnictwo FORMA
- Aleksandra Lipczak, Lajla znaczy noc, Wydawnictwo Karakter
- Maciej Topolski, Niż, Wydawnictwo Ha!art

nagroda:
- Aleksandra Lipczak

Jury przyznało miesięczną rezydencję literacką w Vence Maciejowi Bobuli.

### 2022
nominacje:
- Rafał Hetman, Izbica, Izbica, Wydawnictwo Czarne
- Robert Nowakowski, Ojczyzna jabłek, Wydawnictwo Literackie
- Mateusz Pakuła, Jak nie zabiłem swojego ojca i jak bardzo tego żałuję, Wydawnictwo Nisza
- Barbara Woźniak, Niejedno, Wydawnictwo Drzazgi
- Aleksandra Zbroja, Mireczek. Patoopowieść o moim ojcu, Wydawnictwo Agora

nagroda:
- Barbara Woźniak

Jury przyznało miesięczną rezydencję literacką w Vence Mateuszowi Pakule.

### 2023
nominacje:
- Wiktoria Bieżuńska, Przechodząc przez próg, zagwiżdżę, Wydawnictwo Cyranka
- Olga Górska, Nie wszyscy pójdziemy do raju, Wydawnictwo Drzazgi
- Urszula Honek, Białe noce, Wydawnictwo Czarne
- Sabina Jakubowska, Akuszerki, Grupa Wydawnicza Relacja
- Jakub Nowak, To przez ten wiatr, Wydawnictwo Powergraph

nagroda:
- Jakub Nowak

Jury przyznało miesięczną rezydencję literacką w Vence Wiktorii Bieżuńskiej.

### 2024
nominacje:
- Iwona Bassa, Głodni, Biuro Literackie
- Grzegorz Bogdał, Idzie tu wielki chłopak, Wydawnictwo Czarne
- Katarzyna Groniec, Kundle, Wydawnictwo Nisza
- Barbara Klicka, Reneta, Wydawnictwo W.A.B.
- Aleksandra Tarnowska, Wniebogłos, Wydawnictwo ArtRage

nagroda: 
- Grzegorz Bogdał

Jury przyznało miesięczną rezydencję literacką w Vence Katarzynie Groniec.

### 2025
krótka lista:
- Dorota Borodaj, Szkodniki. O ludziach, maszynach i drzewach w Puszczy Białowieskiej, Wydawnictwo Dowody
- Agnieszka Burton, Ozland. Przestrzeń jest wszystkim, Wydawnictwo Dowody
- Agata Ciastoń, Na środkowym pasie latem trawa była zielona, Wydawnictwo Warstwy
- Marta Hermanowicz, Koniec, Wydawnictwo ArtRage
- Aleksandra Kasprzak, Wydrąż mi rodzinę w serze, Biuro Literackie
- Elżbieta Łapczyńska, Mowa chleba, Wydawnictwo Agora
- Jul Łyskawa, Prawdziwa historia Jeffreya Watersa i jego ojców, Wydawnictwo Czarne
- Jadwiga Malina, Przysłona, Wydawnictwo Cyranka
- Anna Mazurek, Zwierzęta łowne, Grupa Wydawnicza Foksal
- Katarzyna Pochmara-Balcer, Swobodne wpadanie, Wydawnictwo Cyranka
- Sławomir Sochaj, Niedopolska, Wydawnictwo Filtry
- Natalka Suszczyńska, Chipsy dla gości, Ha!art
- Krzysztof Sztafa, Wielka radość w polskich domach, Wydawnictwo Wojewódzkiej Biblioteki Publicznej i Centrum Animacji Kultury w Poznaniu
- Patryk Zalaszewski, Luneta z rybiej głowy, Wydawnictwo Czarne

nominacje:
- Barbara Elmanowska, Woliera, Wydawnictwo J
- Joanna Mazur, Ciepło-zimno, Wydawnictwo Seqoja Ewa Klimek
- Monika Muskała, Rondo Rodeo, Wydawnictwo Nisza
- Katarzyna Sobczuk, Mała empiria, Wydawnictwo Dowody
- Maciej Wnuk, Miejsca odległe, Biuro Literackie